# Clotilde Armand
Clotilde Marie Brigitte Armand (n. 28 iunie 1973, Pointe-à-Pitre, Guadeloupe, Franța) este o politiciană, manager și activistă civică română de origine franceză, fost primar al Sectorului 1 din București.
De profesie inginer, Clotilde Armand a lucrat până în 2019 în managementul unor multinaționale (KPMG, Airbus,  Engie, Egis) la Boston, Hamburg, Toulouse, Paris și București.
Armand a fost membru fondator al Uniunii Salvați Bucureștiul și a candidat din partea USR la primăria Sectorului 1 al Bucureștiului la alegerile locale din 2016. A fost consilier local în Sectorul 1 din București (2016-2019) și apoi deputat în Parlamentul European (2019-2020). În septembrie 2020 a câștigat alegerile pentru primăria Sectorului 1 din București în fața candidatului PSD, Dan Tudorache.

## Originea și studiile
Clotilde Armand s-a născut în 1973 la Pointe-à-Pitre, Franța. Familia ei este originară din orașul francez Vichy, unde trăiesc în prezent părinții ei. Bunica paternă a Clotildei Armand a fost verișoară primară cu scriitorul Jean Giraudoux, iar bunica maternă - fiica contelui de Champs de Saint-Leger.
Clotilde Armand a studiat la École Centrale de Paris, obținând diploma de inginer. În perioada 1995-1997 a obținut un dublu titlu de Master of Science în specialitățile „Ocean Engineering” și „Technology and Policy” la MIT. Aici l-a întâlnit pe viitorul ei soț, Sergiu Moroianu, matematician român, cercetător la Institutul de Matematică „Simion Stoilow” al Academiei Române, în acel timp doctorand în matematică la MIT.

## Viața personală
Clotilde Armand s-a căsătorit în 1997 cu matematicianul Sergiu Moroianu cu care are patru copii, un băiat și trei fete. Familia s-a stabilit la București în 1999. În următorii ani s-a mutat în interes de serviciu în Franța și Germania, apoi s-a reîntors la București.  A obținut cetățenia română în 2015. Este verișoară prin alianță cu pianistul Viniciu Moroianu.

## Cariera profesională
După obținerea diplomei de Master la MIT și-a început cariera ca inginer la Boston în 1997 la The Sabre Group, subsidiară a American Airlines, unde a lucrat până în 2001. Între 1999-2001 a lucrat la București pentru KPMG, iar in 2000 a devenit director al departamentului de Consulting al KPMG România.
Între 2002-2004 a lucrat în Franța și Germania ca manager al proiectului "Sisteme" pentru designul avionului Airbus A380.
Între 2005-2010 a fost Director IT al Distrigaz Sud, apoi director al sucursalei Distrigaz Sud Distribuție București și manager de proiect pentru Distrigaz Confort. Din 2010 până în 2013 a lucrat la Paris ca director of Innovation & New Markets pentru GDF Suez Energie France, cu accent pe producția de energie regenerabilă.
Din septembrie 2013 până în martie 2017 a fost director general pentru grupul de firme Egis din România, Bulgaria și Moldova.
Între 2017 - 2019 a fost colaborator extern pentru Egis Rail, unde a îndeplinit funcția de Business Development Director - Continental Europe.
Clotilde Armand a fost vicepreședinte al Asociației Române a Inginerilor Consultanți (ARIC). În 2015 a făcut parte dintre semnatarii unei scrisori deschise adresate  Guvernului și Președinției României, care semnala problemele cu care se confruntă industria de consultanță-proiectare a infrastructurii de transport.

## Activitatea politică
În 1997, Clotilde Armand și soțul ei, alături de alți români din diaspora, au derulat o campanie de lobby pe lângă președintele și autoritățile SUA în favoarea acceptării României în NATO.
Înainte de intrarea în politică s-a implicat în programe de pregătire profesională și inițiative civice.
În 2015, Armand a devenit unul dintre fondatorii partidului Uniunea Salvați Bucureștiul. A candidat la funcția de primar al sectorului 1 din partea USB în alegerile locale din 5 iunie 2016. A devenit cunoscută pe plan național odată cu controversa privind rezultatul alegerilor. Exit-poll-urile au dat-o câștigătoare, însă clasamentul s-a inversat în timpul nopții. În final s-a clasat oficial pe locul 2, cu 21.504 voturi, reprezentând 28,7% din opțiuni, pierzând în fata reprezentantului PSD, Dan Tudorache, care a obținut 23.220 voturi. Nicușor Dan, președintele USB, și Clotilde Armand au cerut renumărarea voturilor în unele secții de votare, deoarece în secțiile unde USB nu a avut observatori scorul candidatului PSD era mult superior celui obținut în secțiile în care Uniunea Salvați Bucureștiul a avut observatori. După respingerea contestației de către Biroul Electoral de Sector, la 9 iunie 2016 a fost depusă o nouă contestație cu cerere de intervenție și excepție de neconstituționalitate; contestația a ajuns la Curtea Constituțională a României, dar a fost respinsă în 6 iunie 2017.
În cartea "Spovedania lui Rizea" publicată în 2020, fostul deputat PSD Cristian Rizea, condamnat pentru trafic de influență și spălare de bani, afirma ca Clotilde Armand câștigase de fapt alegerile dar votul a fost fraudat: "Poate unii își mai amintesc că la sectorul 1 rezultatul s-a decis în dimineața zilei următoare la o diferență foarte foarte mică iar „connaisseurii” știu ce spun....Acolo de fapt câștigase Clotilde Armand de la USR ... ”, scrie Rizea în cartea sa.
După alegerile locale din 2016, USB a devenit Uniunea Salvați România (USR), un partid național avându-i ca personalități principale pe Nicușor Dan și pe "celebra franțuzoaică a Uniunii Salvați Bucureștiul", Clotilde Armand. La alegerile parlamentare din 2016, USR a intrat în Parlament, având 43 de parlamentari aleși. Armand nu a candidat, rămânând consilier local la Sectorul 1 București și în același timp director general al Egis România. A fost vice-președinte al USR până în 2017 .
A propus organizarea unui referendum în sectorul 1 pe tema finanțării din bugetul local a construirii Catedralei Mântuirii Neamului.
Și-a exprimat susținerea pentru organizarea referendumului pentru definirea căsătoriei în Constituție ca uniunea dintre un bărbat și o femeie. Ulterior, USR a decis, în urma unui referendum intern, să se opună organizării referendumului (acesta a avut loc în 2018, dar a fost invalidat din lipsă de cvorum). Armand a declarat că pe membrii USR „îi unesc mai multe [...] decât îi despart”.
A propus ca BEI să gestioneze banii europeni pentru autostrăzile din România.
A fost aleasă europarlamentar în 26 mai 2019 pe lista alianței USR-PLUS.
Într-un articol publicat în Financial Times, Armand pledează pentru mărirea cuantumului fondurilor structurale acordate României și țărilor din Est.

## Primar
În calitate de primar al Sectorului 1, Clotilde Armand militează pentru reducerea sumelor plătite firmei de salubritate Romprest. Bugetul primăriei pe 2021 și 2022 a fost aprobat cu întârziere de majoritatea PSD-PNL din consiliul local, iar proiecte cum ar fi „Termoficarea de la Soare” nu au fost aprobate. Consilierii PNL au declarat că nu vor mai aproba nici un proiect al lui Armand. Clotilde Armand s-a implicat pentru ajutorarea refugiaților din Ucraina.

## Lucrări publicate și principale articole
- Din primărie - Partea nevăzută, Editura Humanitas 2024
- Am ales România, Editura Humanitas, București, 2016.
- Cum să fii fericit în România, Humanitas, 2017, Volum coordonat de Oana Bârna, cu texte de Gabriel Liiceanu, Ioana Pârvulescu, Radu Paraschivescu, Tatiana Niculescu, Anamaria Smigelschi, Andrei Pleșu, Adriana Bittel, Dan Tăpălagă, Jean A. Harris, Vlad Zografi, Clotilde Armand, Ariana Rosser Macarie, Andreea Răsuceanu, Andrei Cornea, Monica Pillat, Mihaela Coman, Horia-Roman Patapievici.
- Eastern Europe gives more to the west than it gets back, Financial Times, feb. 2020.
- La politique européenne de cohésion n’est pas une œuvre de charité, Le Monde, dec. 2019.
- Budget européen: les pays les plus riches se trompent, Libération, feb. 2020.
- Politici, vertel het eerlijke verhaal over wie profiteert van de EU, Trouw, feb. 2020.
- What rich countries get wrong about the EU budget, Politico, dec. 2019.
- EU Mobility Package risks becoming a roadblock to post-crisis recovery, Euractiv, mai 2020.
- COVID-19 is showing why a vaccine to stop the fraud of EU finances is needed, Euronews, iunie 2020.
- Division Est/Ouest : Des camions à vide sur les routes européennes?, Euronews, sept. 2020.
- Le passage à l’Ouest des médecins est-européens, Libération, sept. 2020.